# Noasaurus
Noasaurus (namnet betyder ödla från nordvästra Argentina, NOA står för Noroeste Argentinia, och saurus är grekiska för ödla), är ett släkte av theropoder. Dinosaurien levde under yngre krita.
Typarten Noasaurus leali beskrevs av Bonaparte och Powell 1980. Det var en liten ödla, mindre än åtta fot lång. Den upptäcktes i Lechoformationen i den argentinska provinsen Salta.
Det första fossilet var ett kranium och några andra delar av skelettet. Släktets medlemmar var antagligen köttätare.